# N235 (België)
De N235 is een gewestweg in België tussen Ukkel (N5c) en Eigenbrakel (N27/R0). De weg heeft een lengte van ongeveer 15 kilometer.
De gehele weg bestaat uit twee rijstroken in beide rijrichtingen samen.
De weg is Alsembergsesteenweg op het grootste deel van zijn reis genoemd.
Opmerkelijk aan de route is dat deze nauwelijks wordt aangegeven op kaarten en maar zeer beperkt op wegwijzers en kilometerpaaltjes.

## Plaatsen langs N235
- Ukkel
- Kalevoet
- Linkebeek
- Alsemberg
- L'Ermite
- Mont-Saint-Pont
- Eigenbrakel